# Jaboatão dos Guararapes
Jaboatão dos Guararapes je obec v Brazílii, která leží ve státě Pernambuco v Severovýchodním regionu nedaleko pobřeží Atlantského oceánu v metropolitní oblasti města Recife. V roce 2024 zde žilo přibližně 707 tisíc obyvatel, díky čemuž šlo o druhou nejlidnatější obec ve státě Pernambuco a 27. nejlidnatější obec v zemi. Na severu sousedí s městem Recife, na jihu s městem Cabo de Santo Agostinho a na západě s Morenem. Obec je významným centrem průmyslu v regionu, své pobočky zde mají například společnosti Coca-Cola nebo Unilever. 